# Yosef Dov Soloveitchik
Yosef Dov Soloveitchik (en yidis: יאשע בער הלוי סאלאווייטשיק) (nacido en 1820 en Nesvizh, Gobernación de Minsk, Imperio ruso; fallecido en 1892 en Brest, Gobernación de Grodno, Imperio ruso) fue el autor de la obra Beis Halevi, por ese nombre es conocido entre los estudiosos talmúdicos. Yosef Dov era el bisnieto del Rabino Jaim de Volozhin. Yosef Dov era el bisabuelo del famoso Rabino Joseph B. Soloveitchik.

## Biografía

### Primeros años y aprendizaje
Era el hijo de Rivka, una nieta del Rabino Jaim de Volozhin. Su padre era el Rabino Yitzchok Zeev. En su juventud, Yosef Dov vivió en Brod. Una anécdota ilustra su temprano dominio del aprendizaje rabínico. El Rabino Shlomo Kluger, el rabino de Brod, estudió el Talmud con él.

### Director de la Yeshivá de Volozhin
Yosef Dov Soloveitchik tenía fama de tener una de las grandes mentes de su tiempo. En 1854, fue invitado a convertirse en el codirector de la Yeshivá de Volozhin, junto con el Rabino Naftali Zvi Yehuda Berlín, también llamado el Netziv. Sin embargo, ambos eran incompatibles y después de estar diez años trabajando juntos, Soloveitchik decidió irse.

### Rabinato en Slutsk y estancia en Varsovia
En 1865, Yosef Dov se convirtió en el rabino de Slutsk. Después de asumir esta posición, fue a visitar el jéder donde los jóvenes alumnos recibían educación. Cuando el rabino observó el estado de pobreza en el que estaban sumidos aquellos niños, Yosef Dov hizo todo lo posible para que los niños del jéder recibieran periodicamente un almuerzo gratuito pagado íntegramente por la comunidad judía de Slutsk. Yosef Dov fue un feroz oponente de los Maskilim, como resultado de lo cual dejó la localidad de Slutsk en 1874. Yosef Dov se marchó a Varsovia donde vivió sumido en la pobreza.

### Rabinato en Brisk y defunción
Cuando el rabino de Brisk, Yehoshua Leib Diskin emigró a Eretz Israel en 1877, cedió su puesto a como rabino a Soloveitchik. Yosef Dov falleció en 1892.

### Hijo y alumnos
Su hijo era el Rabino Jaim Soloveitchik. Jaim dijo una vez que si bien él mismo respondía a las necesidades de las personas, su padre iba aún más lejos y descubría cuáles eran sus necesidades. Entre los alumnos del Rabino Yosef Dov en Slutsk se encontraban Yosef Rosen y Zalman Sender Shapiro. 

## Obras literarias
Yosef Dov compuso una obra literaria sobre la ley judía y diversos comentarios de responsa rabínica, llamada Shut Beis Halevi, así como un comentario sobre el primer libro y parte del segundo libro de la Biblia hebrea llamado Beis Halevi al HaTorah.